# Ouratea sulcatinervia
Ouratea sulcatinervia är en tvåhjärtbladig växtart som beskrevs av C. Whitefoord. Ouratea sulcatinervia ingår i släktet Ouratea och familjen Ochnaceae. Inga underarter finns listade i Catalogue of Life.